# ماگوای (گروه موسیقی)
ماگوای ((به انگلیسی: Mogwai)(تلفظ:‎/ˈmɒɡwaɪ/‎)نام گروه پست راک اسکاتلندی است که سال ۱۹۹۵ در شهر گلاسکو شروع به فعالیت کرده‌است. آهنگ‌های گروه عموماً قطعاتی طولانی و سازمحور با تأکید بر روی گیتار است که ویژگی‌هایی مانند شدت متفاوت، گیتار بیس ملودیک و استفاده زیاد از افکت و دیستورشن است. ماگوای پس از کار کردن با ناشران مختلف و معتبر موسیقی در نهایت نحت عنوان لیبل اختصاصی خودشان راک اکشن رکوردز، کارهایشان را منتشر می‌کنند.

## تاریخچه
استوارت بریثویتز و دامینیک ایتکیسون در آوریل ۱۹۹۱ با یکدیگر آشنا شدند و چهار سال بعد گروه ماگوای را با همراهی دوست دوران مدرسه خود مارتین بولوچی پایه نهادند. نام گروه از موجودی افسانه‌ای در فیلم جرملینز گرفته شده‌است، با این وجود استوارت بریثویتز در اینباره می‌گوید:این نام واقعاً معنی خاصی نمی‌دهد و ما همیشه می‌خواستیم که نام بهتری برای گروه پیدا کنیم اما مانند بسیاری از چیزها هیچ وقت نتوانستیم. ماگوای به معنای روح شیطانی یا شیطان است

## سبک موسیقی
ماگوای از گروه‌های مختلفی از جمله فوگازی، ام‌سی۵، مای بلادی ولنتاین، سانیک یوث، پیکسیز، د کیور و اسلینت تأثیر گرفته‌است و به‌طور ساده می‌توان گفت که سبک آن‌ها فصل مشترک سبک‌های شوگیزینگ، مث راک و آرت راک است.
بریثویتز دربارهٔ کم بودن ترانه در بیشتر آهنگ‌ها می‌گوید:
من فکر می‌کنم بیشتر مردم عادت به این ندارند که بدون ترانه روی موسیقی تمرکز کنند. ترانه برای بعضی واقعاً باعث آرامش است. من فکر می‌کنم آنها دوست دارند همراه آهنگ بخوانند و وقتی که اینکار رابا ما نمی‌توانند انجام دهند ممکن است که کمی ناراحت شوند.

## آلبوم‌ها
- ماگوای تیم جوان - ۱۹۹۷
- بیاید جوان بمیریم - ۱۹۹۹
- راک اکشن - ۲۰۰۱
- آهنگ‌های خوشحال برای آدم‌های خوشحال - ۲۰۰۳
- آقای دیو - ۲۰۰۶
- شاهین زوزه می‌کشد - ۲۰۰۸
- هاردکور هیچ‌گاه نمی‌میرد، اما تو چرا - ۲۰۱۱
- نوارهای دیوانه - ۲۰۱۴
- اتمی - ۲۰۱۶